# ميروسلاف تيرش

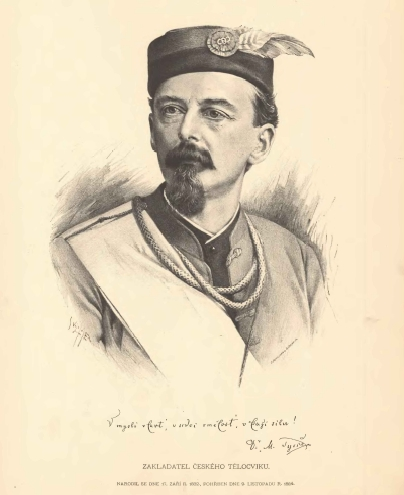
بورتريه جان فيليمك

فريدريش إيمانويل تيرش (17 سبتمبر 1832 - 8 أغسطس 1884) مؤرخ فنون تشيكي ومنظم رياضي ومؤسس حركة سوكول.

## نشأته
ولد ميروسلاف تيرش فريدريش إيمانويل تيرش لطبيب ألماني في دين (ثم «ديتشين»). انتقلت العائلة إلى دوبلينغ بالقرب من فيينا حيث توفي والده وأمه وشقيقته من مرض السل حتى أصبح يتيمًا في سن ست سنوات. تم تربيته بواسطة عمه التشيكي في كراباتشوفا فروتايتسا بالقرب من ملادا بوليسلاف وتم استيعابه في المجتمع التشيكي. ارتاد المدرسة الثانوية في مالا سترانا، براغ واجتازت امتحانها النهائي في اللغة التشيكية في عام 1850. أصر تيرش على اتخاذ الامتحان باللغة التشيكية لاتخاذ موقف وطني موالي التشيك.
كصبي يبلغ من العمر 16 عامًا، قاتل في شوارع براغ أثناء ثورة 1848، ثم تفاخر بغطاء رأسه. قام أيضًا بتغيير اسمه المسيحي أولاً إلى «بيدريتش» (النسخة التشيكية من فريدريش) ثم إلى السلافية «ميروسلاف». أصبح دكتور في الفلسفة في عام 1860. تناولت أطروحته فلسفة آرثر شوبنهاور. ساهم بمقالات فلسفية في الموسوعة التشيكية الأولى - قاموس ريجر للتعليم. بعد فشله في الحصول على وظيفة أكاديمية، غادر براغ للعمل كمدرس لأبناء رجل أعمال في نوفي ياخيموف بالقرب من بيرون.

## الرياضة وحركة سوكول
أعطته حالته البدنية السيئة مصلحة في الرياضة. وأوصى طبيبه بحضور معهد شميدت للرياضة وبعد ذلك في معهد جان مالوبتر. قام بتدريس الرياضة لأبناء رجل أعمال 
في نوفي ياخيموف وقام بتكوين مصطلحات رياضية جديدة لهم. في فبراير من عام 1862، كان مع ييندريش فوغنر، والد زوجته، أسس اتحاد التدريب البدني، الذي تبناه سوكول (اقترحه إيمانويل تونر). بصفته ألماني المولد، أراد أن يكون النادي مفتوحًا لجميع الجنسيات، لكن الألمان في بوهيميا رفضوا أن يكونوا في نفس النادي مع التشيك، لذلك غير تيرس رأيه وبدأ في الترويج للنادي الجديد كجلب المثل اليوناني إلى الشعب التشيكي. لقد رأى في تعاليمه ونوع معارضته للفضائل «الشعبية» الألمانية لفريدريك لودفيج جان. قدم رئيس سوكول الأول هنري فوجنر أعضاء الدعوة من الأخ والأخت الآخرين. تم تصميم زيهم من قبل جوزيف مان. أصبح تيرس أول نائب للرئيس. بعد الرحلات الأولى إلى زيب وزافيست، أصبحت الحركة شائعة بين الوطنيين التشيكيين وفي عام 1863 كان هناك أكثر من 2000 عضو. قدم تيرش نظام التدريب البدني والتسمية في أساسيات التدريب البدني (1865). كما قدم الهندسة المعمارية التي تشبه عصر النهضة في سوكول للألعاب الرياضية.